# Kapitón
Kapitón (1. század – 2. század?) ókori görög epigrammaköltő.
Mindössze egyetlen, kétsoros epigrammája maradt fenn az Anthologia Graeca gyűjteményben. A vers:
„Szépség, báj nélkül tetszhet, de megejteni nem tud,
 mint ki horog nélkül vetne a vízbe csalit.”